# خورخي روجاس (لاعب كرة قدم)
خورخي روجاس (بالإسبانية: Jorge Rojas Justicia) هو لاعب كرة قدم إسباني، ولد في 15 أبريل 1983 في سانتا كولوما دي جرامانيت في إسبانيا. لعب مع أتليتيكو بالياريس ونادي ألكويانو.

## وصلات خارجية
- خورخي روجاس على موقع قاعدة بيانات كرة القدم.إي يو (الإنجليزية)
- خورخي روجاس على موقع Soccerway.com (الإنجليزية)